# Eduard Hochstetter
Eduard Friedrich Hochstetter (* 19. März 1823 in Waiblingen; † 9. Februar 1902 in Kirchheim unter Teck) war ein deutscher Geistlicher und Heimatkundler.

## Leben
Eduard Hochstetter studierte Evangelische Theologie an der Eberhard Karls Universität Tübingen. Nach der 1. theologischen Dienstprüfung 1844 hatte er Pfarrstellen in Gomaringen (1844–1858), Vikar in Gutenberg (1858–1868), Althengstett (1868–1879), Frickenhausen (1879–1887) und Owen (1888–1900). Er trat 1900 in den Ruhestand.
Sein Vater war der württembergische Pfarrer Karl August Bernhard Hochstetter (1790–1867).

## Schriften (Auswahl)
- Der Mensch im Angesicht des Todes und der Ewigkeit. Zwölf wichtige Ereignisse des Jahres 1857. Kurtz, Reutlingen 1858.
- Die Nagoldbahn von Pforzheim nach Horb. Nagold 1875 (Nachdruck: Kreissparkasse Calw 1999), ISBN 3-928116-15-0.

- Zweige eines Stammes. Lebensbilder treuer Glaubensmänner von der Reformation bis zur Gegenwart. Drei Teile. Splitter, Basel 1883.
- Durch Glauben zur Gottseligkeit. Kurze Erklärung des Brenzischen Katechismus und der württembergischen Kinderlehre. Deubert, Ludwigsburg 1886.

- Geschichte von Stadt und Amt Nürtingen. Vor zweihundert Jahren. Nürtingen 1980, ISBN 3-922625-02-9.
- Geschichte von Stadt und Amt Nürtingen. Vor hundert Jahren. Nürtingen 1980, ISBN 3-922625-03-7.
- Die Württembergische Schwarzwaldbahn von Stuttgart bis Nagold. Mit besonderer Rücksicht auf Calw. Calw 1991, ISBN 3-928116-04-5.
- Die Teck und ihre Umgebung. Kurze Beschreibung der Stadt Kirchheim, der Teck, des Tenninger und Heidlinger Thales und des Breitenstein. Lenningen-Gutenberg 1997, OCLC 75878471.